# Charles Hoadley Ashe Ross
Charles Hoadley Ashe Ross (Bath, 22 luglio 1852 – Hove, 5 febbraio 1911) è stato un tennista britannico.

## Biografia
Poco si sa su Ross al di fuori della carriera tennistica. Esordì nel torneo del Ceylon britannico, trionfando nella prima edizione del 1884. L'anno successivo, rientrato in Inghilterra, partecipò al torneo di Wimbledon, venendo subito eliminato al secondo turno del singolare maschile da Patrick Bowes-Lyon (2-6, 1-6, 6-3, 6-8). Nello stesso anno giunse in semifinale del doppio maschile in coppia con William Taylor, venendo eliminato da Claude Farrer e Arthur John Stanley (3-6, 6-8, 2-6).
Al singolare di Wimbledon del 1886 giunse invece ai quarti di finale, venendo eliminato da Herbert Wilferforce (6-3, 6-2, 4-6, 2-6, 4-6), mentre nel doppio in coppia con Wilfred Milne giunse nuovamente in semifinale, venendo eliminato da Wilberforce e Bowes-Lyon (9-7, 6-4, 6-8, 1-6, 4-6). Si ritirò dal tennis nel 1891. Era anche giocatore di cricket, giocando nel club di contea del Middlesex.